# Delta Velorum
Désignations
Delta Velorum (δ Vel / δ Velorum), également nommée Alsephina est une étoile multiple de la constellation des Voiles. Elle est située à environ 79,7 années-lumière de la Terre.
À cause de la précession des équinoxes, δ Velorum deviendra l'étoile polaire de l'hémisphère sud aux environs de l'an 9000.
Cette étoile fait partie de l'astérisme de la Fausse Croix.
Alsephina est le nom donné officiellement par l'Union Astronomique Internationale le 5 septembre 2017.

## Description du système

Positions relatives et séparation de δ Velorum A, B, C, et D.

Delta Velorum est un système d'étoiles triple. Ses deux composantes visibles, désignées δ Velorum A et B, orbitent l'une autour de l'autre selon une période de 143 ans. La composante primaire, δ Velorum A, brille d'une magnitude apparente de 2,00, tandis que sa compagne δ Velorum B est d'une magnitude de 5,54, ce qui leur donne une magnitude apparente combinée mesurée de 1,96. En date de 2013, les deux étoiles n'étaient séparées que de 0,6 seconde d'arc, mais leur orbite est excentrique et leur séparation moyenne, en prenant en compte toute l'orbite, est de presque deux secondes d'arc.
En 1978, des observations effectuées à l'Observatoire astronomique australien ont révélé que l'étoile primaire est une binaire spectroscopique, ce qui a été confirmé dans les années 1990 par le satellite Hipparcos.
La luminosité des trois étoiles a été mesurée à la fois dans les domaines de longueurs d'onde du visible et de l'infrarouge en utilisant l'optique adaptative. Les propriétés physiques qui découlent de leurs brillances de surface et de leurs indices de couleurs suggèrent des types spectraux de A2IV, A4V, et F8V pour δ Velorum Aa, Ab et B, respectivement.
On a découvert récemment que δ Velorum était une binaire à éclipses, grâce à la sonde spatiale Galileo en orbite autour de Jupiter,. Elle varie d'environ 30 % sur un cycle de 45 jours. Curieusement, bien qu'étant une des étoiles les plus brillantes du ciel, ce fait n'avait jamais été remarqué.

## Compagnons optiques
Une autre paire d'étoiles est localisée à une distance angulaire de 69 secondes d'arc du système de δ Velorum, désignées δ Velorum C et D. Ce sont deux étoiles de 11e et 13e magnitudes séparées de 6 secondes d'arc l'une de l'autre. De types spectraux approximatifs de G8V et K0V, elles sont probablement plus lointaines que les étoiles du système de δ Velorum et ne leur sont donc pas physiquement associées.